# Campionato mondiale B maschile di hockey su pista Città del Messico 1986
Il Campionato del Mondo B 1986 è stata la 2ª edizione del campionato del mondo B di hockey su pista; la manifestazione è stata disputata in Messico a Città del Messico dal 6 al 12 ottobre 1986.

La competizione fu organizzata dalla Fédération Internationale de Roller Sports.

Il torneo è stato vinto dalla nazionale tedesca per la 1ª volta nella sua storia.

## Città ospitanti e impianti sportivi
| CITTÀ             | IMPIANTO                | CAPIENZA |
| Città del Messico | Palacio de los Deportes | 20.000   |

## Svolgimento del torneo

### Risultati
| Città del Messico ottobre 1986 | Australia | 6 – 2 | Colombia | Palacio de los Deportes |

| Città del Messico ottobre 1986 | Australia | 23 – 0 | Costa Rica | Palacio de los Deportes |

| Città del Messico ottobre 1986 | Australia | 4 – 11 | Germania Ovest | Palacio de los Deportes |

| Città del Messico ottobre 1986 | Australia | 11 – 0 | Giappone | Palacio de los Deportes |

| Città del Messico ottobre 1986 | Australia | 8 – 4 | Messico | Palacio de los Deportes |

| Città del Messico ottobre 1986 | Australia | 4 – 5 | Mozambico | Palacio de los Deportes |

| Città del Messico ottobre 1986 | Australia | 7 – 3 | Nuova Zelanda | Palacio de los Deportes |

| Città del Messico ottobre 1986 | Australia | 2 – 4 | Paesi Bassi | Palacio de los Deportes |

| Città del Messico ottobre 1986 | Colombia | 11 – 0 | Costa Rica | Palacio de los Deportes |

| Città del Messico ottobre 1986 | Colombia | 1 – 6 | Germania Ovest | Palacio de los Deportes |

| Città del Messico ottobre 1986 | Colombia | 12 – 1 | Giappone | Palacio de los Deportes |

| Città del Messico ottobre 1986 | Colombia | 6 – 5 | Messico | Palacio de los Deportes |

| Città del Messico ottobre 1986 | Colombia | 0 – 3 | Mozambico | Palacio de los Deportes |

| Città del Messico ottobre 1986 | Colombia | 5 – 1 | Nuova Zelanda | Palacio de los Deportes |

| Città del Messico ottobre 1986 | Colombia | 1 – 8 | Paesi Bassi | Palacio de los Deportes |

| Città del Messico ottobre 1986 | Costa Rica | 0 – 30 | Germania Ovest | Palacio de los Deportes |

| Città del Messico ottobre 1986 | Costa Rica | 0 – 6 | Giappone | Palacio de los Deportes |

| Città del Messico ottobre 1986 | Costa Rica | 1 – 21 | Messico | Palacio de los Deportes |

| Città del Messico ottobre 1986 | Costa Rica | 1 – 16 | Mozambico | Palacio de los Deportes |

| Città del Messico ottobre 1986 | Costa Rica | 1 – 20 | Nuova Zelanda | Palacio de los Deportes |

| Città del Messico ottobre 1986 | Costa Rica | 1 – 36 | Paesi Bassi | Palacio de los Deportes |

| Città del Messico ottobre 1986 | Germania Ovest | 20 – 1 | Giappone | Palacio de los Deportes |

| Città del Messico ottobre 1986 | Germania Ovest | 6 – 3 | Messico | Palacio de los Deportes |

| Città del Messico ottobre 1986 | Germania Ovest | 6 – 2 | Mozambico | Palacio de los Deportes |

| Città del Messico ottobre 1986 | Germania Ovest | 7 – 4 | Nuova Zelanda | Palacio de los Deportes |

| Città del Messico ottobre 1986 | Germania Ovest | 5 – 5 | Paesi Bassi | Palacio de los Deportes |

| Città del Messico ottobre 1986 | Giappone | 0 – 6 | Messico | Palacio de los Deportes |

| Città del Messico ottobre 1986 | Giappone | 2 – 6 | Mozambico | Palacio de los Deportes |

| Città del Messico ottobre 1986 | Giappone | 1 – 6 | Nuova Zelanda | Palacio de los Deportes |

| Città del Messico ottobre 1986 | Giappone | 0 – 13 | Paesi Bassi | Palacio de los Deportes |

| Città del Messico ottobre 1986 | Messico | 4 – 3 | Mozambico | Palacio de los Deportes |

| Città del Messico ottobre 1986 | Messico | 3 – 4 | Nuova Zelanda | Palacio de los Deportes |

| Città del Messico ottobre 1986 | Messico | 0 – 9 | Paesi Bassi | Palacio de los Deportes |

| Città del Messico ottobre 1986 | Mozambico | 5 – 2 | Nuova Zelanda | Palacio de los Deportes |

| Città del Messico ottobre 1986 | Mozambico | 0 – 5 | Paesi Bassi | Palacio de los Deportes |

| Città del Messico ottobre 1986 | Nuova Zelanda | 3 – 3 | Paesi Bassi | Palacio de los Deportes |

### Classifica
|    | Squadra        | PT | G | V | N | P | GF | GS  | Diff. | Note              |
| -- | -------------- | -- | - | - | - | - | -- | --- | ----- | ----------------- |
| 1. | Germania Ovest | 15 | 8 | 7 | 1 | 0 | 91 | 20  | +71   | Campionato A 1988 |
| 2. | Paesi Bassi    | 14 | 8 | 6 | 2 | 0 | 83 | 12  | +71   | Campionato A 1988 |
| 3. | Mozambico      | 10 | 8 | 5 | 0 | 3 | 40 | 24  | +16   | Campionato A 1988 |
| 4. | Australia      | 10 | 8 | 5 | 0 | 3 | 65 | 29  | +36   |                   |
| 5. | Colombia       | 8  | 8 | 4 | 0 | 4 | 38 | 30  | +8    |                   |
| 6. | Nuova Zelanda  | 7  | 8 | 3 | 1 | 4 | 43 | 32  | +11   |                   |
| 7. | Messico        | 6  | 8 | 3 | 0 | 5 | 46 | 37  | +9    |                   |
| 8. | Giappone       | 2  | 8 | 1 | 0 | 7 | 11 | 74  | -63   |                   |
| 9. | Costa Rica     | 0  | 8 | 0 | 0 | 8 | 4  | 163 | -159  |                   |